# Liste des films d'ouverture de la Mostra de Venise
Liste des films d'ouverture de la Mostra de Venise :

## Films d'ouverture
- 1995 : USS Alabama de Tony Scott
- 1996 : Sleepers de Barry Levinson
- 1997 : Harry dans tous ses états (Deconstructing Harry) de Woody Allen
- 1998 : Il faut sauver le soldat Ryan (Saving Private Ryan) de Steven Spielberg
- 1999 : Eyes Wide Shut de Stanley Kubrick
- 2000 : Space Cowboys de Clint Eastwood
- 2001 : Dust de Milcho Manchevski
- 2002 : Frida de Julie Taymor (en compétition)
- 2003 : La Vie et tout le reste (Anything Else) de Woody Allen
- 2004 : Le Terminal (The Terminal) de Steven Spielberg
- 2005 : Seven Swords de Tsui Hark
- 2006 : Le Dahlia noir (The Black Dahlia) de Brian De Palma (en compétition)
- 2007 : Reviens-moi (Atonement) de Joe Wright (en compétition)
- 2008 : Burn After Reading de Joel et Ethan Coen
- 2009 : Baarìa de Giuseppe Tornatore (en compétition)
- 2010 : Black Swan de Darren Aronofsky (en compétition)
- 2011 : Les Marches du pouvoir de George Clooney (en compétition)
- 2012 : L'Intégriste malgré lui de Mira Nair
- 2013 : Gravity de Alfonso Cuarón
- 2014 : Birdman de Alejandro González Iñárritu (en compétition)
- 2015 : Everest de Baltasar Kormákur
- 2016 : La La Land de Damien Chazelle (en compétition)
- 2017 : Downsizing de Alexander Payne (en compétition)
- 2018 : First Man de Damien Chazelle (en compétition)
- 2019 : La Vérité de Hirokazu Kore-eda (en compétition)
- 2020 : Lacci de Daniele Luchetti
- 2021 : Madres paralelas de Pedro Almodovar (en compétition)
- 2022 : White Noise de Noah Baumbach (en compétition)
- 2023 : Comandante d'Edoardo De Angelis (en compétition)
- 2024 : Beetlejuice Beetlejuice de Tim Burton
- 2025 : La Grazia de Paolo Sorrentino (en compétition)